# Каффарелли дю Фальга, Мари Франсуа Огюст де
Мари Франсуа Огюст де Каффарелли дю Фальга (фр.  Marie François Auguste de Caffarelli du Falga; 1766—1849) — французский военный деятель, дивизионный генерал (1805 год), граф (1809 год), участник революционных и наполеоновских войн. Имя генерала выбито на Триумфальной арке в Париже.

## Биография
Родился в семье Максимильена де Каффарелли (фр. Pierre François Maximilien Caffarelli; 1725–1766), сеньор Фальги и его супруги Маргерит д'Ансо (фр. Marguerite Louise Félicité d'Anceau; 1732–1786), происходил из франко-итальянских дворян. Его старший брат, Максимильен, также был генералом и погиб во время Египетского похода при осаде Акры.
Хорошо учился в Сорезском военном училище вместе с четырьмя братьями (Максимильеном, Шарлем-Амбруазом, Жозефом и Жан-Батистом). Выиграл приз на фортификационных учениях в 1775 году.
Военную службу начал в сардинских войсках в 1783 году и в 1785 году был произведён в младшие лейтенанты. В 1791 году, ввиду ожидавшейся войны Франции с Пьемонтом, вернулся на родину. Когда в 1793 году испанцы вторглись в Руссильон, поступил рядовым в 15-й драгунский полк, который входил в состав Армии Восточных Пиренеев. Был адъютантом генерала де Нюсе, затем генерала Дагобера. С отличием сражался в рядах революционных войск и в войнах Первой коалиции, был ранен 22 сентября 1793 года в бою под Трюйа и за отличие произведён в капитаны. Быстро дослужился до полковника. Генерал Периньон отметил его как «выдающегося офицера».
4 июня 1797 года Каффарелли возглавил 9-ю полубригаду лёгкой пехоты. Был направлен в Армию Германии, затем в Рейнскую армию. 
26 апреля 1799 года женился на Жюльене Ле Ка д'Эрвийи (фр. Julienne Blanche Louise Le Cat d'Hervilly; 1784—1854), дочери военачальника-роялиста Луи Шарля. У пары родилось трое детей:
- дочь Наполеона (фр. Napoléone; 1805—1871)
- сын Эжен-Огюст (фр. Eugène-Auguste; 1806—1878)
- дочь Огюстина (фр. Augustine Marie Laurence; 1809—1889).

4 января 1800 года переведён в Гвардию консулов в должности полковника штаба. Отличился в сражении при Маренго, после которого стал адъютантом Наполеона. 16 марта 1802 года производится в бригадные генералы. Сопровождал Первого консула в поездке в Брюссель в 1803 году.
В 1804 году Каффарелли был отправлен с дипломатической миссией в Рим к папе Пию VII, чтобы уговорить его присутствовать во Франции на коронации Наполеона. Он выполнил эту деликатную миссию «с таким же достоинством, как и с умом».
1 февраля 1805 года произведён в дивизионные генералы. В том же году был назначен губернатором дворца Тюильри, а также президентом коллегии выборщиков департамента Кальвадос, префектом которого был один из его братьев.
В ходе Австрийской кампании 1805 года сменил на посту командира дивизии тяжело раненого генерала Биссона, и за энергичные действия в Аустерлицком сражении получил Большой крест ордена Почётного легиона.
В марте 1806 года Каффарелли был назначен военным и морским министром Королевства Италии. В этой должности до 1 февраля 1810 года. В мае 1810 года вернулся во Францию.
Получил назначение в Испанию в 1810 году, где командовал французскими войсками в провинциях Бискайя и Сантандер. С октября 1810 по июнь 1811 года сражался в Кастилии. С июля по декабрь 1811 года командующий провинциями Бискайя и Наварра. В январе 1812 года возглавил пехотную дивизию в Северной армии. Был ранен в битве при Ронкале 29 февраля. 13 апреля был назначен командующим Северной армией, и 5 мая вступил в должность. Среди его крупных достижений в Испании значится срыв десантной высадки англичан в Луредо и захват Бильбао.
14 января 1813 года возвращается во Францию, и с 19 января вновь становится адъютантом Наполеона. Император поручил Каффарелли командование войсками, оставшимися в Париже, управление дворцами и охрану императрицы. Сопровождал последнюю в Вену. После падения Наполеона Каффарелли был назначен командующим 13-м военным округом. Во время Ста дней он возвращается на сторону Наполеона и 22 апреля вновь становится адъютантом Императора. 14 июня 1815 года возглавил 1-й военный округ в Париже.
После окончательного свержения Наполеона Каффарелли к суду привлечён не был и был отправлен на пенсию. В 1831 году он становится пэром Франции и в 1840 году явился инициатором перенесения праха Наполеона с острова Святой Елены во Францию. Вскоре после этого он вышел в отставку.
Умер 24 января 1849 года в департаменте Эн.

## Воинские звания
- Младший лейтенант сардинской службы (8 марта 1785 года);
- Драгун (30 апреля 1793 года);
- Капитан (8 мая 1793 года);
- Полковник штаба (28 марта 1794 года, утверждён 13 июня 1795 года);
- Бригадный генерал (16 мая 1802 года);
- Дивизионный генерал (1 февраля 1805 года).

## Титулы
- Граф Каффарелли и Империи (фр. comte Caffarelli et de l'Empire; декрет от 5 мая 1808 года, патент подтверждён 15 января 1809 года в Вальядолиде)[2];
- Граф Каффарелли и Итальянского королевства (фр. Comte Caffarelli et du Royaume; патент подтверждён 12 апреля 1809 года).

## Награды
Легионер ордена Почётного легиона (11 декабря 1803 года)
 Коммандан ордена Почётного легиона (14 июня 1804 года)
 Великий офицер ордена Почётного легиона (25 декабря 1805 года)
 Знак Большого Орла ордена Почётного легион (8 февраля 1806 года)
 Кавалер ордена Железной короны (23 декабря 1807 года)
 Командор ордена Железной короны (1810 год)
 Кавалер военного ордена Святого Людовика (январь 1815 года)